# Challenger Biel/Bienne 2023
Il Challenger Biel/Bienne 2023, noto anche come FlowBank Challenger Biel/Bienne, è stato un torneo maschile di tennis giocato sul cemento indoor. È stata la 3ª edizione del torneo Challenger Biel/Bienne, facente parte della categoria Challenger 100 nell'ambito dell'ATP Challenger Tour 2023. Si è giocato alla Swiss Tennis Halle und Jan Group Arena di Bienne, in Svizzera, dal 20 al 26 marzo 2023.

## Partecipanti

### Teste di serie
| Nazionalità | Giocatore           | Ranking* | Testa di serie |
| ----------- | ------------------- | -------- | -------------- |
| Svizzera    | Dominic Stricker    | 126      | 1              |
| Austria     | Jurij Rodionov      | 131      | 2              |
| Slovacchia  | Norbert Gombos      | 133      | 3              |
| Regno Unito | Liam Broady         | 142      | 4              |
| Finlandia   | Otto Virtanen       | 170      | 5              |
| Rep. Ceca   | Zdeněk Kolář        | 178      | 6              |
| Svizzera    | Alexander Ritschard | 195      | 7              |
| Canada      | Gabriel Diallo      | 213      | 8              |

* Ranking al 13 marzo 2023.

### Altri partecipanti
I seguenti giocatori hanno ricevuto una wild card per il tabellone principale:
- Mika Brunold
- Dylan Dietrich
- Jakub Paul

Il seguente giocatore è entrato in tabellone con il ranking protetto:
- Thai-Son Kwiatkowski

I seguenti giocatori sono passati dalle qualificazioni:
- Daniel Cukierman
- Enrico Dalla Valle
- Marius Copil
- Francesco Forti
- Kirill Kivattsev
- Neil Oberleitner

Il seguente giocatore è entrato in tabellone come lucky loser:
- Max Hans Rehberg

## Punti e montepremi
| Torneo    | Torneo              | V      | F     | SF    | QF    | 2T    | 1T    | Q | Q2  | Q1  |
| Singolare | Punti               | 100    | 60    | 36    | 20    | 9     | 0     | 5 | 2   | 0   |
| Singolare | Premi in denaro (€) | 16 020 | 9 415 | 5 555 | 3 240 | 1 900 | 1 160 | – | 580 | 290 |
| Doppio    | Punti               | 100    | 60    | 36    | 20    | –     | 0     | – | –   | –   |
| Doppio    | Premi in denaro (€) | 6 845  | 4 050 | 2 400 | 1 420 | –     | 800   | – | –   | –   |

## Campioni

### Singolare
Jurij Rodionov ha sconfitto in finale  Liam Broady con il punteggio di 6–3 rit.

### Doppio
Constantin Frantzen /  Hendrik Jebens hanno sconfitto in finale  Victor Vlad Cornea /  Franko Škugor con il punteggio di 6–2, 6–4.